# Emiliano (imperatore)
Marco Emilio Emiliano (in latino Marcus Aemilius Aemilianus; Gerba, 207 circa – Spoleto, settembre 253) è stato un imperatore romano per soli tre mesi, nel 253; salito al trono rovesciando Treboniano Gallo, fu deposto a sua volta da Valeriano.

## Biografia

### Ascesa al trono
Emiliano nacque sull'isola di Gerba (al largo dell'odierna Tunisia) da una famiglia di etnia berbera, probabilmente di origine maura o libica; l'anno di nascita più probabile è il 207 circa, anche se un'alternativa possibile è l'anno 213. Sposò Cornelia Supera, anch'essa di origini berbere.
Divenne governatore o comandante militare della Mesia Inferiore nel 252. La situazione dell'area era segnata dalla pace con i Goti conseguente alla sconfitta e morte dell'imperatore Decio nella battaglia di Abrittus (251): il suo successore Treboniano Gallo aveva accettato una pace che imponeva ai Romani il pagamento di un tributo annuale ai Goti. È noto che nel 253 Emiliano portò le proprie truppe alla vittoria contro i Goti: secondo le fonti potrebbe essere stato un attacco di sua iniziativa, per difendere le città della regione dalle incursioni dei barbari, o la conseguenza del rifiuto di pagare il tributo ai Goti.
Per quest'impresa i suoi soldati, forse anche corrotti dal denaro distribuito loro da Emiliano, lo acclamarono imperatore (luglio 253), in opposizione a Treboniano, che non era stato in grado di opporsi né ai Goti, né ai Sasanidi in Oriente, né alla tremenda peste che stava colpendo Roma. Emiliano decise di dirigersi sull'Italia e affrontare con le truppe a disposizione Treboniano, prima che Publio Licinio Valeriano, governatore della Rezia, giungesse a rafforzare l'esercito dell'imperatore con le truppe renane. Penetrò allora in Italia, cosa che indusse il Senato romano, dietro richiesta di Gallo, a dichiarare Emiliano hostis, nemico dello Stato. Nello scontro avvenuto nei pressi di Interamna (moderna Terni) con l'esercito di Treboniano, Emiliano risultò vittorioso, e Treboniano e Volusiano fuggirono con pochi seguaci, fino a Forum Flaminii, dove però furono uccisi dai loro soldati, i quali tornarono da Emiliano per ricevere una ricompensa.

### Caduta

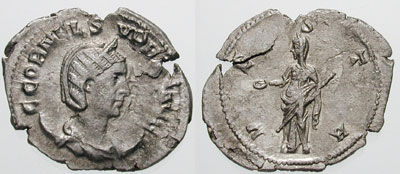
Cornelia Supera era la moglie di Emiliano, ed era di origine africana; entrambi furono colpiti da damnatio memoriae dopo l'ascesa al trono di Valeriano.

Emiliano ottenne il riconoscimento dal Senato romano, inizialmente a lui avverso, ed è noto dai ritrovamenti numismatici che elevò al rango di augusta la moglie Cornelia Supera. Pare che abbia promesso al Senato di sconfiggere i Goti e i Sasanidi e poi di riconsegnare il potere per accontentarsi del rango di generale; il suo governo è ricordato come "mite".
Nel frattempo Valeriano, venuto a conoscenza della morte di Treboniano, fu elevato alla porpora imperiale dalle legioni della Rezia e scese in Italia contro Emiliano con l'esercito renano. Nel tardo luglio/metà settembre 253 gli eserciti di Valeriano ed Emiliano si scontrarono, ma i soldati di Emiliano decisero di abbandonarlo e lo uccisero forse a Spoleto presso un ponte, detto dei Sanguinarii, o in una località tra Ocriculum e Narnia.
Esiste la possibilità che l'usurpatore Silbannaco fosse in realtà un ufficiale lasciato da Emiliano a Roma, che prese il potere in città fino all'arrivo di Valeriano.
Dopo l'ascesa al trono di Valeriano, Emiliano e Cornelia Supera ricevettero la damnatio memoriae.